# Xiadu
För andra betydelser, se Xiadu (olika betydelser).
Xiadu (下都; Xiàdū) var den kinesiska feodalstaten Yans sekundära "nedre" huvudstad under tiden för De stridande staterna (403 f.Kr.–221 f.Kr.). Kung Zhao av Yan (r. 311-279 f.Kr.) flyttade Yan's huvudstaden till Ji (蓟) (dagens Peking) och etablerade Xiadu som sekundär huvudstad. Under sin tid var Xiadu med 320 000 invånare en av världens största städer, och enligt vissa källor den största.
Xiadu ligger 7 km sydost om Yi i Hebei mellan Beiyishuifloden och Zhongyishuifloden 100 km sydväst om centrala Peking.
Staden grävdes ut för första gången 1929. Staden Xiadu, som var den största under sin tid, mätte 8 km i öst-västlie riktning och 4 km från norr till söder. Stora mängder arbetsredskap och hushållsdetaljer av koppar, brons, järn, keramik och sten har grävts fram. Ruiner av palats, verkstäder, boplatser och gravar med mycket kulturföremål finns väl bevarat. 1965 hittades en anmärkningsvärd massgrav daterad början av 200-talet f.Kr. innanför Xiadus stadsmurar. Graven bestod av minst 22 döda soldater med vapen, hjälmar och utrustning. Kropparna kommer från soldater från Yan.

## Galleri
Artefakter utgrävda från Xiadu. 

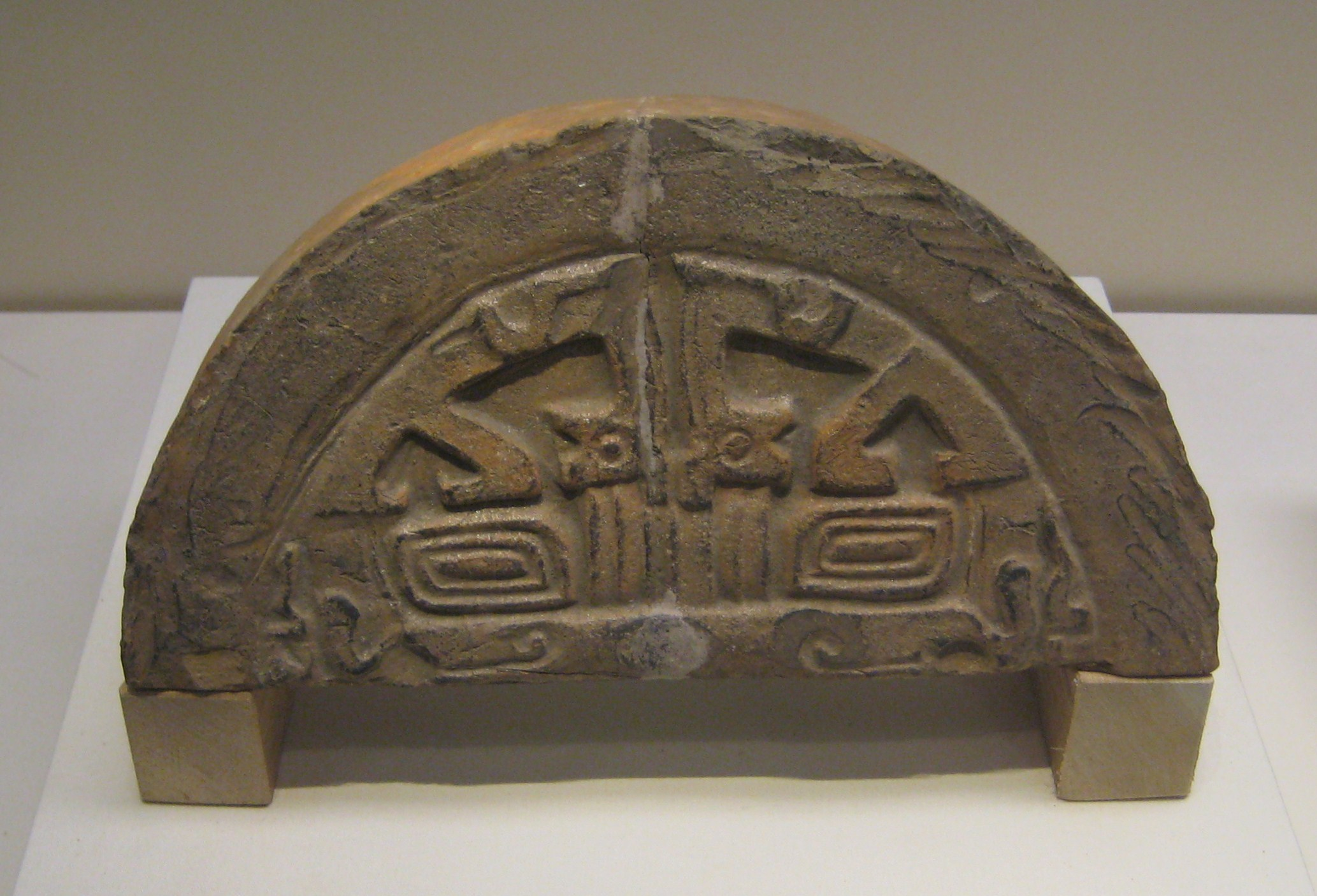
Taktegelsavslut utgrävd i Xiadu.
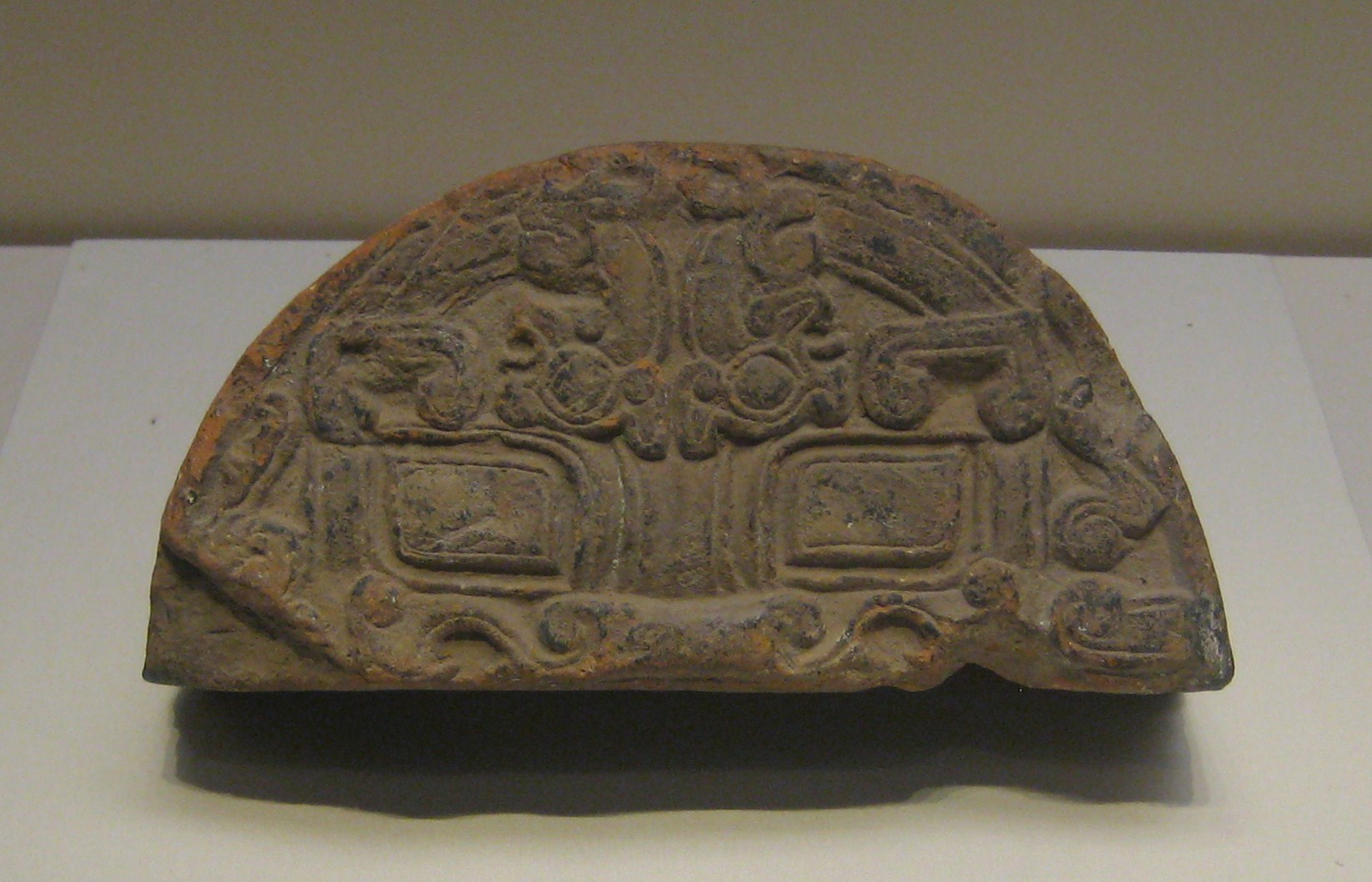
Taktegelsavslut utgrävd i Xiadu.